# ぢいが塚古墳
ぢいが塚古墳（ぢいがづかこふん、有明B1号墳）は、長野県安曇野市穂高有明にある古墳。形状は円墳。穂高古墳群（うち有明古墳群B群）を構成する古墳の1つ。安曇野市指定史跡に指定されている（史跡「穂高古墳群」のうち）。

## 概要
長野県北部、北アルプス東縁の天満沢川の扇状地右岸の傾斜地に築造された古墳である。現在までに墳丘は大きく破壊を受けているほか、1982年（昭和57年）に墳丘・石室の測量調査が実施されている。
墳形は円形で、直径は長径36メートル・短径30メートル、高さは2.3メートル（北側）・3.8メートル（南側）を測り、B群中では最大規模になる。埋葬施設は無袖式の横穴式石室で、南方向に開口する。穂高古墳群の中で石室が良好な状態で遺存する例である。副葬品は詳らかでない。
古墳域は2008年（平成20年）に安曇野市指定史跡に指定されている（史跡「穂高古墳群」のうち）。

## 埋葬施設

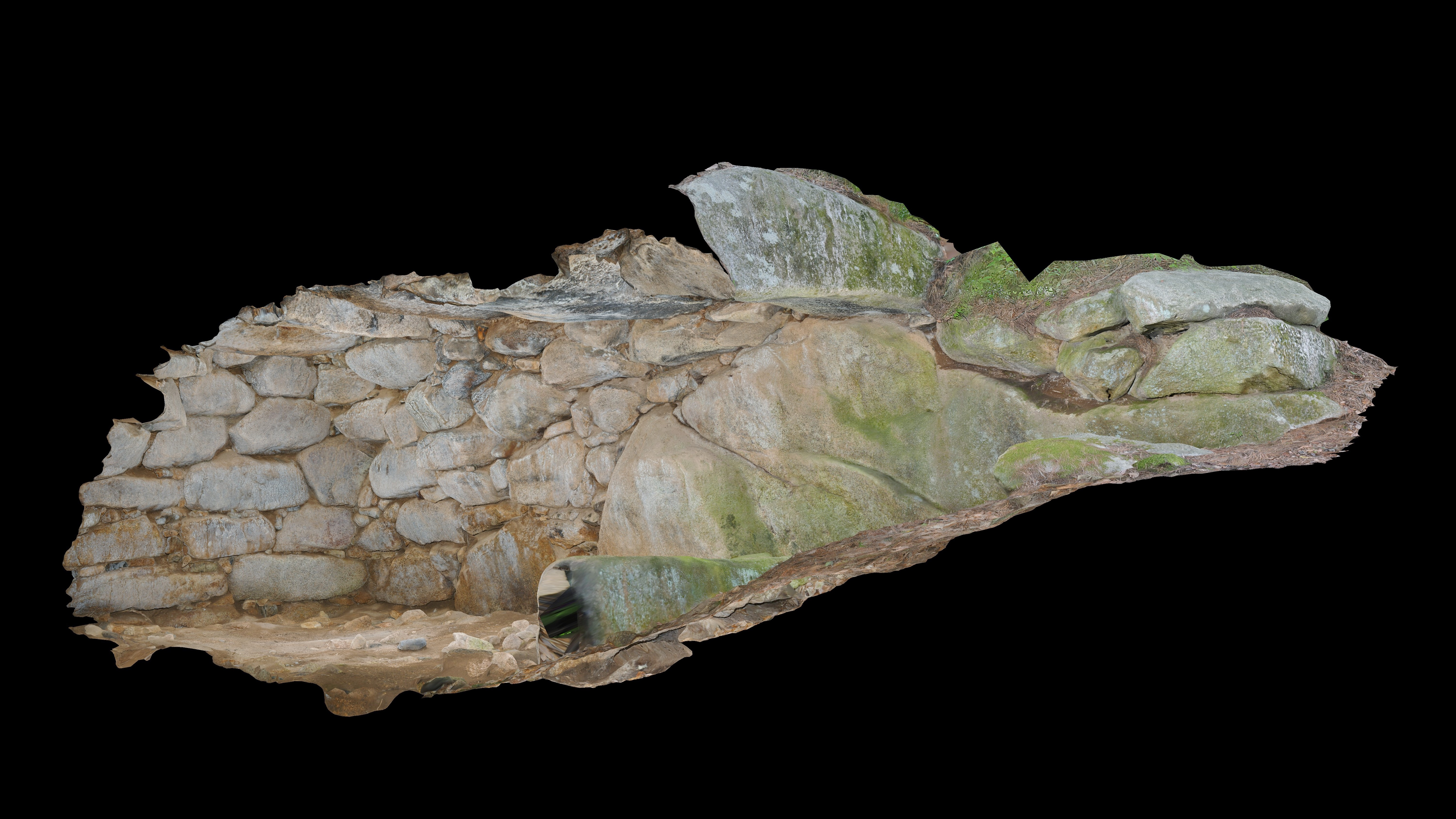
石室パース図側壁に天然巨石が使用される。

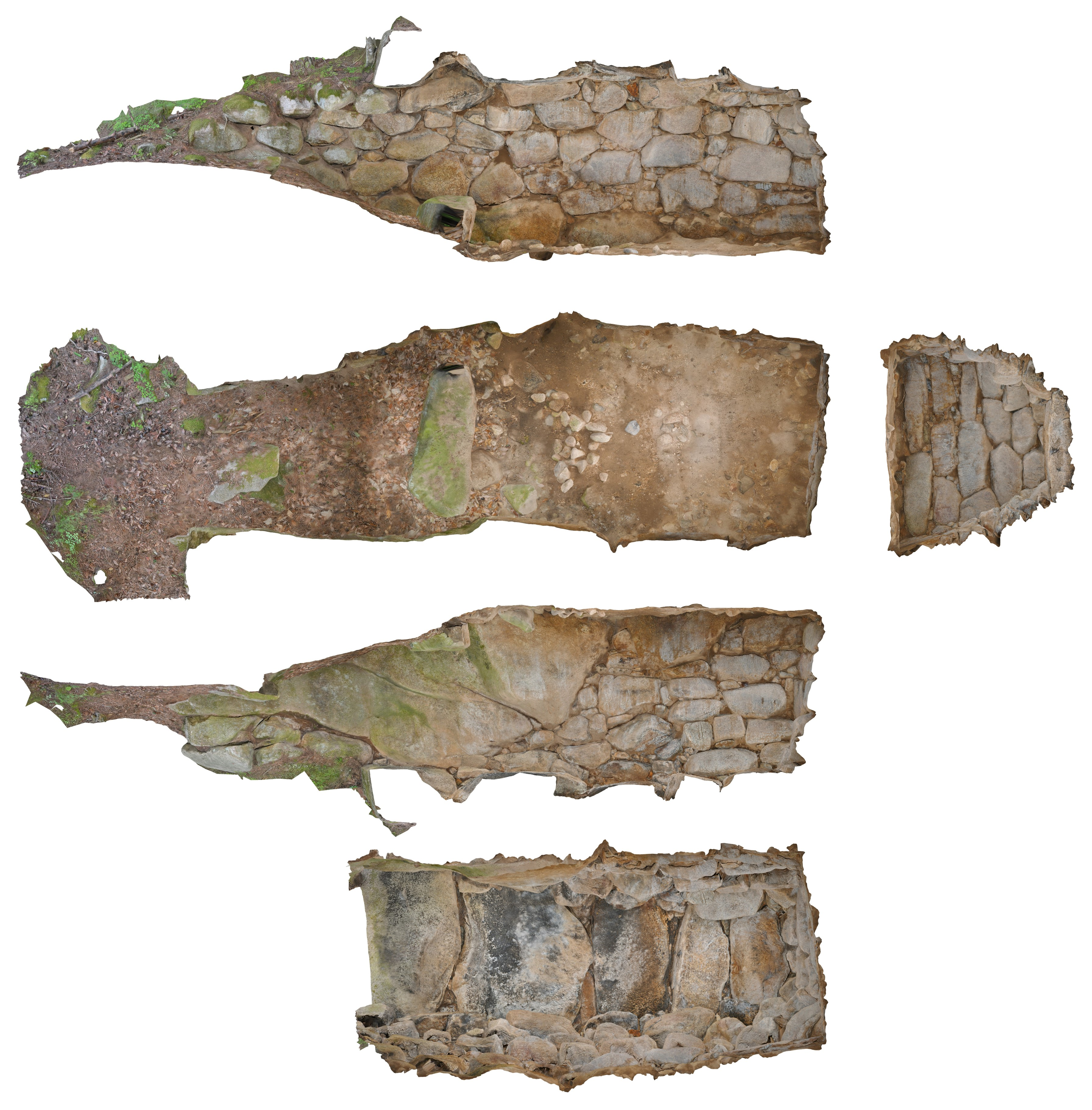
石室展開図

埋葬施設は無袖式横穴式石室で、南方向に開口する。石室の規模としては、長さ8.78メートル・幅2.26メートル・高さ1.94メートルを測る。
平面形はやや胴張り形を呈する。奥壁・西壁は自然石の5段の乱石積みによって構築される。特に東壁には長さ5.5メートル・高さ1.8メートルの天然巨石が使用される。天井石は6枚（うち1枚は崩落）。

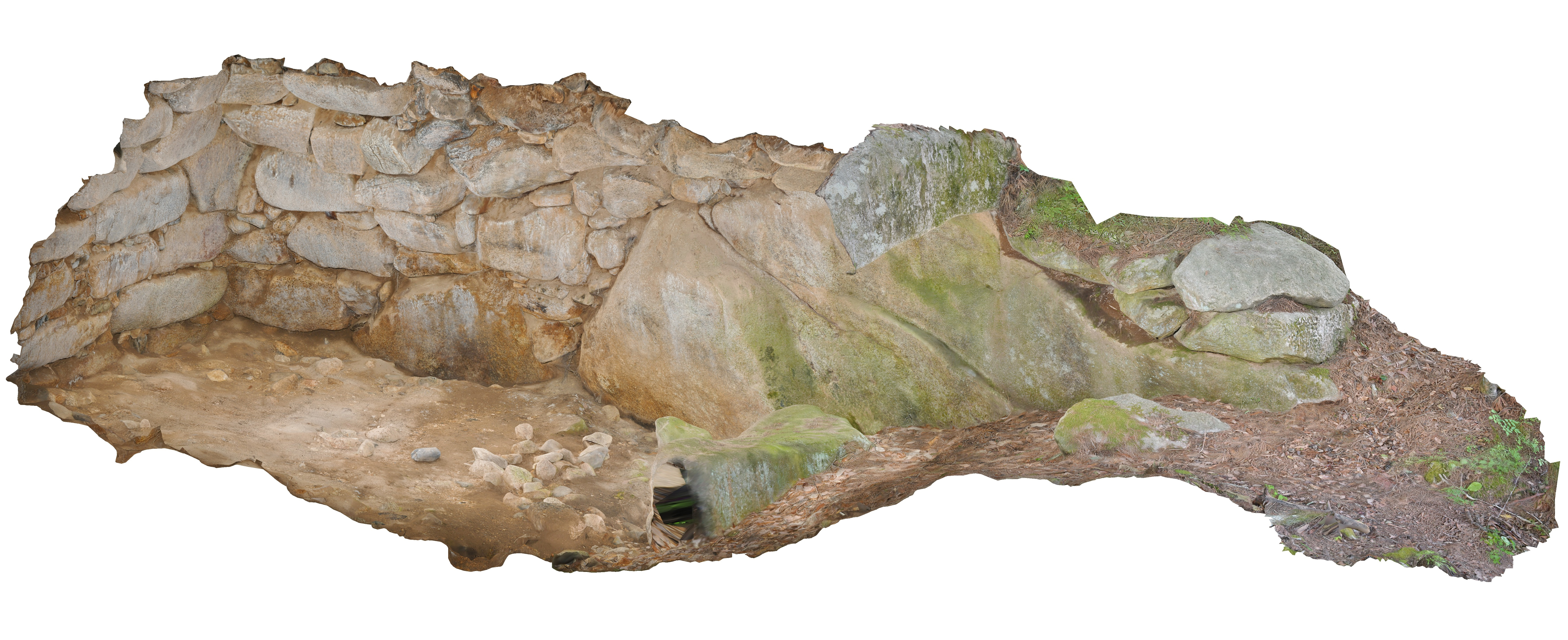
石室俯瞰図
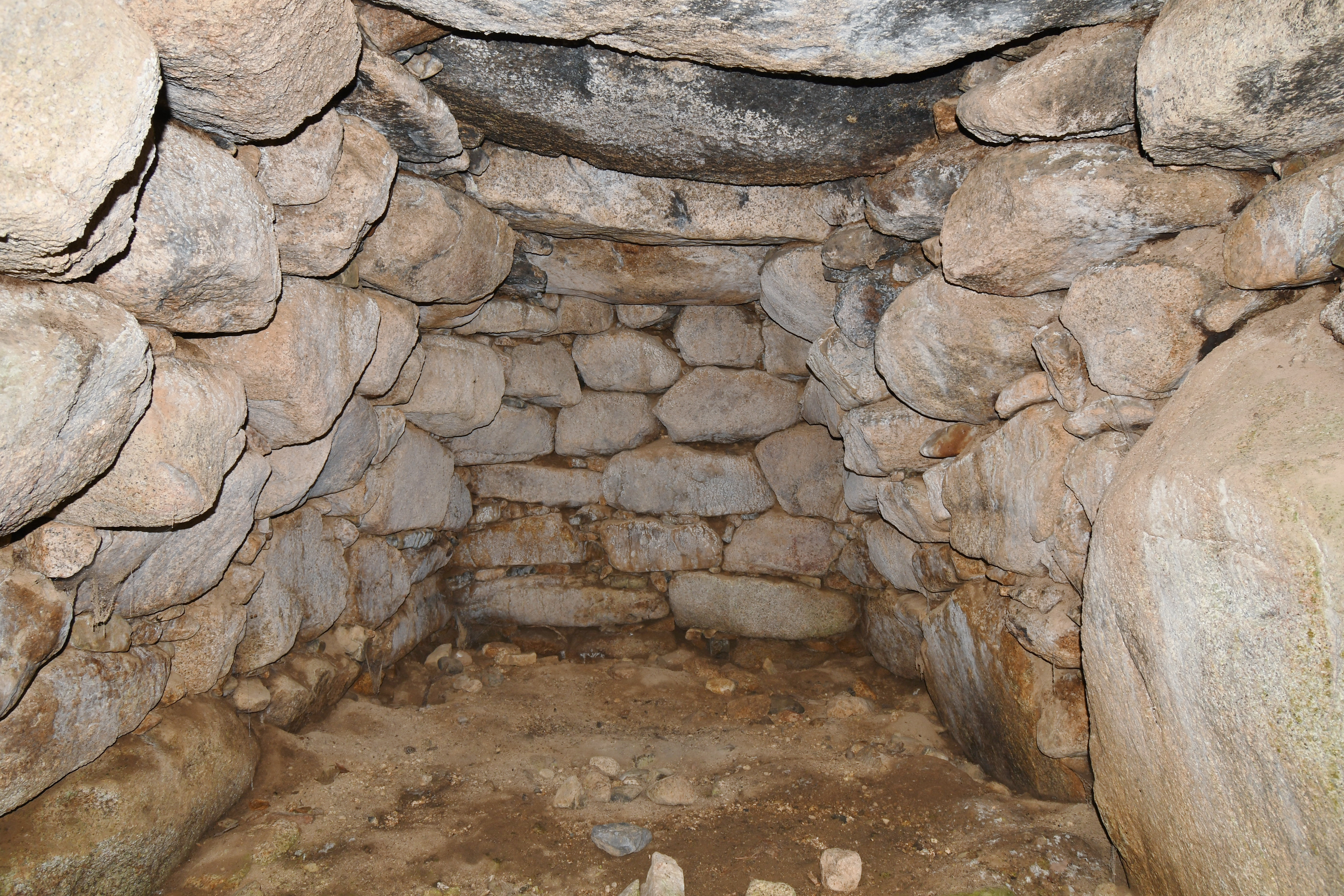
石室内部（奥壁方向）
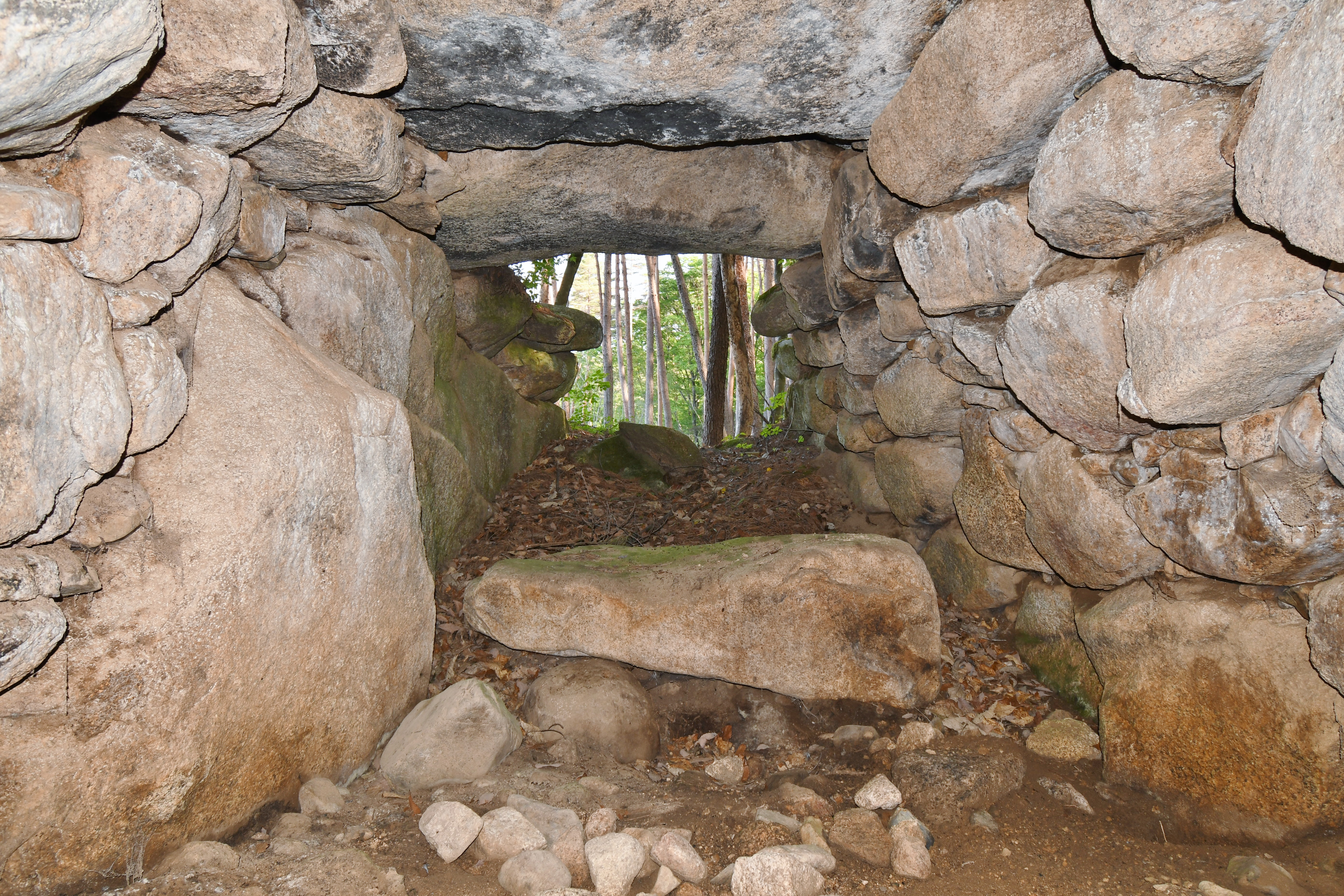
石室内部（開口部方向）
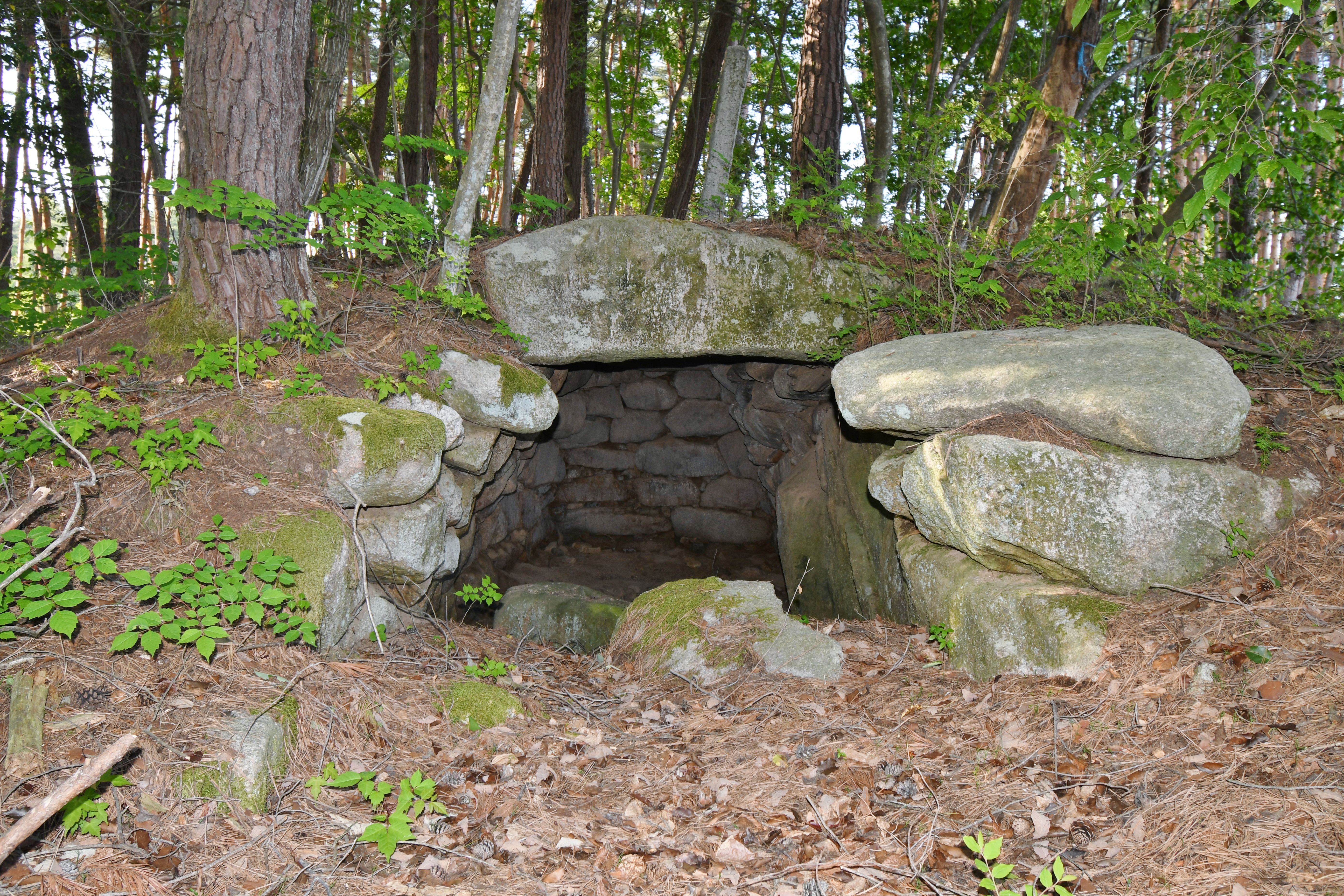
開口部